# Горячее водоснабжение
Горя́чее водоснабже́ние (ГВС) (англ. hot water supply) — обеспечение бытовых нужд населения и производственных потребностей в воде с повышенной (до 75 °С) температурой. Является одним из показателей качества жизни, важным фактором улучшения санитарно-гигиенических и культурно-бытовых условий жизни. Использование горячей воды вносит существенный вклад в обеспечение высокого уровня комфортности проживания. Количество используемой в жилье горячей воды близко к расходу холодной воды, а иногда и превышает его.

## Способы присоединения подсистемы ГВС к системе теплоснабжения

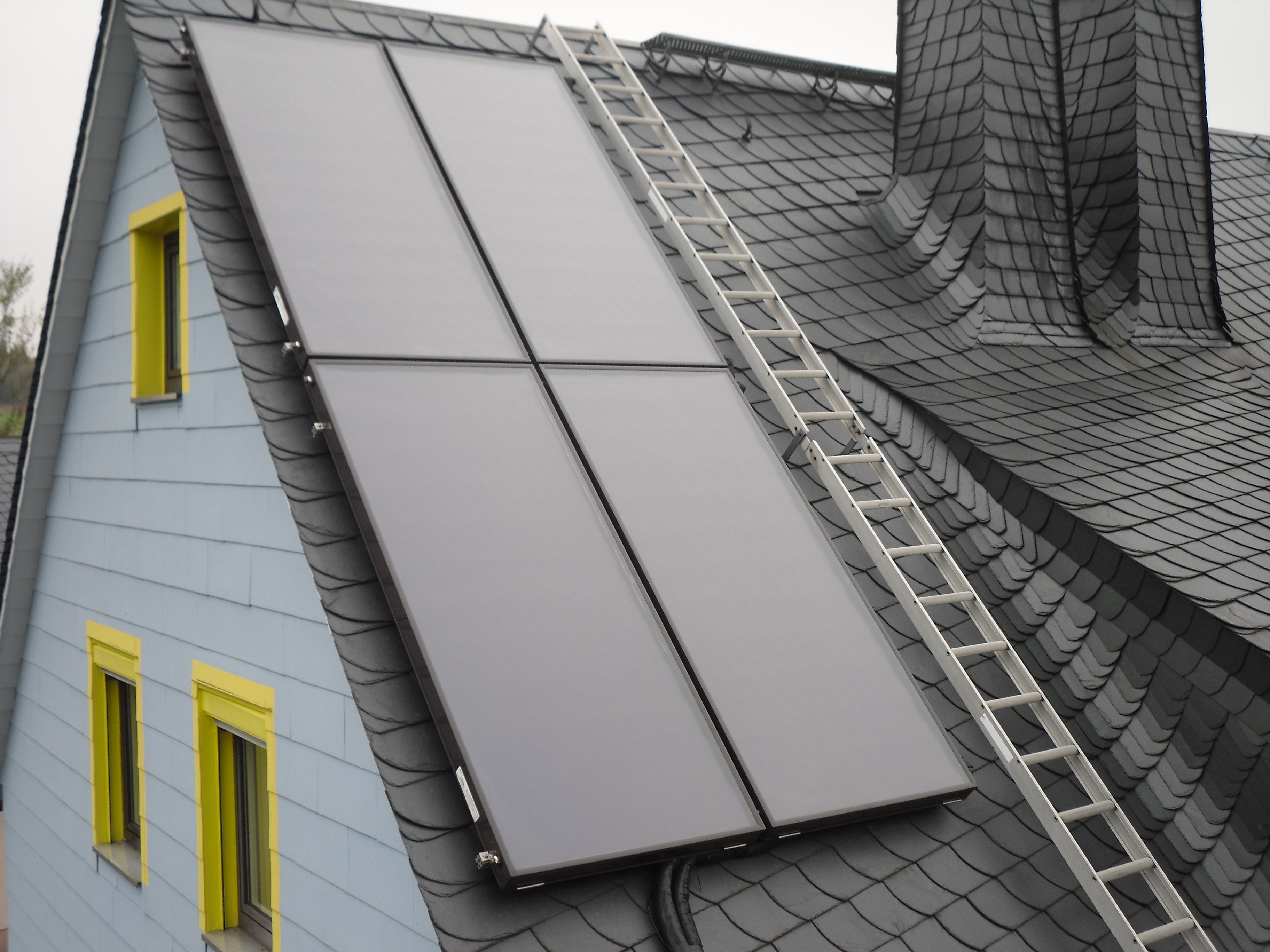
Солнечный коллектор, Германия

- Горячая вода поступает к потребителю непосредственно из общей системы теплоснабжения. При таком подключении качество воды в водопроводном кране и внутри радиатора (батареи) отопления одинаково. То есть люди потребляют непосредственно теплоноситель. В этом случае сама система теплоснабжения называется открытой (то есть через открытые краны из системы теплоснабжения вытекает тот же теплоноситель, что циркулирует в системе отопления, та же вода что и в батареях отопления). Такая система требует в 2,5 раза и более бо́льших объемов подпитки сетевой воды, чем закрытая система ГВС.

- Холодная питьевая вода, забираемая из водопровода, нагревается в разборном пластинчатом теплообменнике, смонтированном в тепловом пункте, сетевой водой, после чего поступает к потребителю. Горячая вода и теплоноситель разделены, потребляемая людьми горячая вода по своим питьевым качествам практически не отличается от холодной (трубы горячей воды ржавеют быстрее, чем холодной, и некоторые вредные и условно патогенные микроорганизмы быстрее размножаются в горячей воде, чем в холодной). В этом случае система теплоснабжения называется закрытой, так как передаёт потребителям только тепловую энергию, но не теплоноситель.

- Горячая вода нагревается в котельной или центральном тепловом пункте, после чего подается потребителю отдельно от системы теплоснабжения. Такая система горячего водоснабжения называется независимой. Она чаще всего используется в малоэтажной застройке, в случае, если установка внутридомовых подогревателей экономически необоснована или невозможна; при этом в ней отсутствуют недостатки открытой системы по низкому качеству воды. Ещё одним преимуществом этой системы является возможность раздельного обслуживания и ремонта трубопроводов ГВС и теплоснабжения.

В 1986 году в СССР для применения в районах расположенных южнее 50° с.ш. были утверждены строительные нормы на установки солнечного горячего водоснабжения.

## Типовые схемы ГВС
Схемы ГВС бывают трех типов: накопительного, проточного, комбинированного (проточный + накопительный). Соответственно для каждого типа схем используются свои компоненты и схемные решения.
- Схема ГВС накопительного типа — как правило, такая схема применяется для ГВС коттеджей. Разбор горячей воды в доме имеет периодический пиковый характер, т. е. он интенсивней во время завтрака, обеда и ужина. В качестве накопительной ёмкости используется бойлер.

- Схема ГВС проточного типа — схему ГВС проточного типа, как правило, применяют на производствах для технологических линий, которые используют постоянный разбор ГВС. В качестве нагревательного элемента ГВС используются теплообменники разных типов (пластинчатые, трубчатые и др.), однако большую популярность завоевали теплообменники пластинчатого типа.

- Схема ГВС комбинированного типа — схему ГВС комбинированного типа (т. е. проточный + накопительный водонагреватели), как правило, применяют на производствах для технологических линий, которые используют постоянный и периодический пиковый разбор ГВС. В качестве нагревательного элемента ГВС используется проточный теплообменник. Бойлер используется как накопитель тепловой энергии для пикового разбора ГВС. Теплообменник в бойлере не используется, поскольку он более инертный, чем теплообменник проточного типа.

## Плановое отключение систем горячего водоснабжения
С советского времени ежегодное отключение горячей воды для профилактического и капитального ремонта на системах теплоснабжения является серьёзной проблемой для многих жителей России и стран СНГ. При этом в ряде стран Евросоюза в домах с центральным горячим водоснабжением такие отключения производятся на короткий срок. В 2017 году у Минстроя России появилось намерение отказаться от плановых отключений горячей воды. Технологический эксперимент планируется провести в двух российских городах.
В феврале 2019 года заместитель министра строительства и жилищно-коммунального хозяйства Российской Федерации Андрей Чибис сообщил, что сроки отключения горячей воды можно будет сократить до трех дней после того, как будет проведен эксперимент в трех городах страны.

### Россия
Временное прекращение или ограничение горячего водоснабжения может осуществляться в случае проведения планово-предупредительного и капитального ремонта.:п.85 В период ежегодных профилактических ремонтов отключение систем горячего водоснабжения не должно превышать 14 суток. Иные отключения систем горячего водоснабжения не должны превышать: 8 часов (суммарно) в течение 1 месяца,
4 часа единовременно, при аварии на тупиковой магистрали — 24 часа подряд.
Вывод в ремонт объектов централизованных систем горячего водоснабжения осуществляется по согласованию с органом местного самоуправления. В случае согласования вывода в ремонт орган местного самоуправления обязан организовать горячее водоснабжение иными способами.:п.97

## Статьи
- Журнал СОК. Типовые схемы ГВС